# Net Promoter Score
El Net Promoter Score (en español, índice de Promotores Neto), más conocido por sus siglas en inglés NPS, es una herramienta que propone medir la lealtad de los clientes de una empresa basándose en las recomendaciones.

## Descripción
Net Promoter Score es un indicador para medir la lealtad del cliente y una marca comercial registrada de Frederick F. Reichheld, Bain & Company y Satmetrix. Fue introducido en 2003 por Reichheld en su artículo The One Number You Need to Grow (El único número que necesita para crecer) publicado en la revista Harvard Business Review.
El Net Promoter Score se basa en una sola pregunta: «¿Cuán probable es que recomiende el producto o servicio a un familiar o amigo?».
Para ello se les pide calificar en una escala de 0 a 10, donde 0 es  «Muy improbable» y 10 es «Definitivamente lo recomendaría».
Según los resultados, los clientes se clasifican en promotores, pasivos o indiferentes y detractores:
- Los que responden asignando 9 o 10 puntos: promotores
- Los que asignan 7 u 8 puntos: pasivos o indiferentes
- Los que otorgan 6 puntos o menos: detractores

Para obtener un resultado se restan los detractores a los promotores, luego este resultado se divide entre el total de respuestas obtenidas y se multiplica por cien (100), consigue un indicador, no es un porcentaje, descubriendo así el nivel de lealtad de sus clientes. El índice NPS puede ser tan bajo como -100 (todo el mundo es un detractor) o tan alto como 100 (todo el mundo es un promotor). Un NPS superior a 0 se percibe como bueno y un NPS de 50 es excelente.

## Opinión y controversia
En los últimos años,[¿cuándo?] el NPS ha cosechado una gran popularidad entre las empresas, llegando a convertirse dada su expansión, en prácticamente[cita requerida] un estándar de facto como indicador en materia de satisfacción y lealtad.
Entre sus virtudes, los expertos en experiencia de cliente destacan:
- Es un indicador sencillo de obtener, lo cual favorece su adopción por parte de las compañías.
- Es una métrica fácil de interpretar y explicar, lo cual favorece su utilización como herramienta a todos los niveles dentro de una organización: marketing, calidad, investigación de mercados, etc.
- Ofrece la posibilidad de realizar fácilmente un benchmark con empresas y sectores, simplemente comparando las métricas NPS de cada organización.

Sin embargo, a pesar de su popularidad, numerosas voces procedentes del mundo académico y de la investigación de mercados critican el NPS por considerarlo demasiado simplista. Los defensores del NPS señalan que los análisis estadísticos presentados solamente prueban que la pregunta de «recomendar» tiene un poder predictivo similar a otras métricas, pero fallan a la hora de abordar los beneficios prácticos del enfoque, que se encuentran en el núcleo de los argumentos de Reichheld. Los defensores del NPS también argumentan que el análisis basado en datos de terceros son inferiores a los análisis realizados por las empresas en sus propios sistemas de gestión de clientes, y que los beneficios prácticos del enfoque NPS compensan cualquier carencia estadística del mismo.
Una investigación de Keiningham, Cooil, Andreassen y Aksoy publicada en 2007 en la revista de la American Marketing Association cuestiona que el NPS sea el mejor predictor del crecimiento de una compañía, comparándola con otros indicadores como el American Customer Satisfaction Index (ACSI).
También Russell Hayes (2008) cuestiona que la pregunta sobre la «probabilidad de recomendar» sea mejor predictor del crecimiento que otras preguntas relacionadas con la lealtad del cliente, como la satisfacción general o la probabilidad de volver a comprar. Concretamente, Hayes afirma que la pregunta sobre la «probabilidad de recomendar» no mide nada distinto de otras preguntas convencionales relacionadas con la lealtad del cliente.
Daniel Schneider, Jon Krosnick  y otros autores hallaron que de cuatro indicadores evaluados, la escala de 11 puntos de Reichheld era la que menor validez predictiva tenía.
Otros se han mostrado en desacuerdo con la metodología de cálculo, alegando que al reducir una escala de 11 puntos a tres componentes (promotores, pasivos y detractores) se pierde información significativa y la variabilidad estadística del resultado se incrementa.
Se ha cuestionado la validez de los puntos de corte del índice NPS en diferentes industrias y culturas. En el sector bancario, la consultora estratégica Emo Insights International demostró en su Estudio sobre emociones en el sector bancario 2014, sobre el mercado español de banca de particulares, que el NPS subestimaba la fuga para los promotores y pasivos, sobreestimándola para los detractores.